# Die geheimnisvolle Kraft
Die geheimnisvolle Kraft (Originaltitel: Lonely Among Us) ist die siebente Episode der ersten Staffel der US-amerikanischen Science-Fiction-Fernsehserie Raumschiff Enterprise – Das nächste Jahrhundert. Sie wurde in den Vereinigten Staaten über Syndication vermarktet und erstmals am 2. November 1987 auf verschiedenen Fernsehsendern ausgestrahlt. In Deutschland erschien sie zum ersten Mal im September 1988 in einer synchronisierten Fassung auf VHS. Im deutschen Fernsehen war sie zum ersten Mal am 19. Oktober 1990 in einer zweiten Synchronfassung im ZDF zu sehen.

## Handlung
Im Jahr 2364 bei Sternzeit 41249.3 soll die Enterprise zwei Delegationen der Anticaner und der Selay zum Planeten Parliament bringen. Beide Völker bewohnen benachbarte Planeten im gleichen Sternensystem und wollen der Föderation beitreten. Hierzu müssen sie aber zunächst ihre tiefsitzende Feindschaft überwinden. Es zeigt sich schnell, dass dies keine einfache Aufgabe sein wird. Die Selay bestehen darauf, dass ihre Quartiere von denen der Anticaner so weit wie möglich entfernt sind. Die Anticaner wiederum haben spezielle Nahrungsbedürfnisse und verlangen als Nahrung lebende Tiere, die sie jagen können.
Während der erste Offizier Riker und die Sicherheitschefin Yar sich um die Wünsche der Delegierten kümmern, entdeckt der zweite Offizier Data in der Nähe des Schiffs eine Energiewolke, die sich mit Warpgeschwindigkeit bewegt. Captain Picard will dieses seltsame Phänomen erforschen und lässt die Enterprise nahe heran fliegen. Als die Wolke gescannt wird, befinden sich die Lieutenants Worf und La Forge für Wartungsarbeiten im Sensorraum. Plötzlich wird Worf von blauen Blitzen getroffen, die aus einer Computerkonsole schießen, und fällt bewusstlos zu Boden. Er wird auf die Krankenstation gebracht und dort von der Schiffsärztin Beverly Crusher behandelt. Unbemerkt von anderen springen dabei Blitze von Worf auf Crusher über. Worf erholt sich schnell, kann sich aber an nichts erinnern. Währenddessen beschließt Picard, die weitere Erforschung der Wolke zu verschieben, um zunächst die Delegationen auf Parliament abzusetzen.
Crusher verlässt überraschend die Krankenstation und begibt sich in ihr Quartier. Dort zeigt sie ein eigenartiges Interesse an den Schulaufgaben ihres Sohnes Wesley, die sich mit dem Schiffsantrieb beschäftigen. Nach wenigen Augenblicken geht sie auf die Brücke und beobachtet La Forge an der Navigationskontrolle. Auf Picard Frage nach Worfs Zustand antwortet sie, dass sie noch einige Dinge nachschlagen müsse. Sie begibt sich an eine Wissenschaftsstation, wo der neben ihr stehende Data erstaunt feststellt, dass sie keine medizinischen Daten, sondern Daten zur Schiffssteuerung abruft. Wieder unbemerkt springen Blitze von Crusher auf die Konsole über. Crusher verlässt die Brücke und Data bemerkt, dass plötzlich mehrere Schiffssysteme, einschließlich des Antriebs, ausfallen.
Die Besatzung steht vor einem Rätsel, da Systeme betroffen sind, die gar nicht miteinander verbunden sind. Riker und Data vermuten Sabotage und Picard regt eine Ermittlung an. Während des Gesprächs weckt Picard in Data Interesse an dem fiktiven Privatdetektiv Sherlock Holmes. Im Maschinenraum versuchen Wesley Crusher und Ingenieur Singh derweil, die Ursache der Systemstörungen zu ermitteln. Singh schickt Wesley schließlich nach Hause, wo er weiter an seinen Schulaufgaben arbeiten soll. Dort stellt er erstaunt fest, dass sich seine Mutter nicht mehr an ihr früheres Gespräch erinnert. Singh arbeitet allein weiter, als ihn unvermittelt blaue Blitze von seiner Konsole wegschleudern. Als Worf schließlich eintrifft, kann er nur noch Singhs Tod feststellen.
Die Delegierten werden zu den Vorfällen befragt, streiten aber jede Kenntnis ab. Data, der jetzt großen Gefallen daran gefunden hat, Sherlock Holmes zu imitieren, kommt zu dem Schluss, dass die Selay und die Anticaner nichts damit zu tun haben, da sie viel zu sehr mit ihren Streitereien untereinander beschäftigt sind. Counselor Troi versucht mittels Hypnose, Worfs und Dr. Crushers Erinnerungen wieder hervorzuholen. Beide erinnern sich an die Präsenz einer unbekannten Wesenheit, die Besitz von ihnen ergriffen hatte.
Auf unerklärliche Weise funktioniert der Warpantrieb plötzlich wieder. Nach einem kurzen Flug fällt er erneut aus und währenddessen wandern die blauen Blitze unbemerkt von der Navigationskonsole in Picard. Erneut funktioniert der Antrieb wieder normal und Picard lässt einen Kurs setzen – doch nicht nach Parliament, sondern zu der Energiewolke, was die anderen Offiziere sehr verwundert. Da Picard seine Entscheidung nicht vernünftig begründen will, beschließen die Führungsoffiziere, dass er sich einem medizinischen Test unterziehen soll. Picard lehnt jedoch ab und befiehlt stattdessen seinen Offizieren eine Untersuchung. Als die Enterprise die Wolke schließlich erreicht hat, gibt sich die Lebensform, die Picard übernommen hat, offen zu erkennen. Das Wesen wurde versehentlich aufgelesen, als das Schiff die Wolke das erste Mal studierte. Seitdem versucht es, einen Weg zu finden, wieder nach Hause zu gelangen und sprang dabei zwischen verschiedenen Personen und Computersystemen hin und her. Singhs Tod war dabei nicht beabsichtigt. In Picard glaubt das Wesen einen verwandten Intellekt gefunden zu haben. Beide sind von Forscherdrang beseelt und das Wesen plant, sich selbst zusammen mit Picard als reine Energie in die Wolke zu beamen. In dieser Form wäre es Picard möglich, überall hin zu gelangen.
Das Wesen lässt Blitze über die gesamte Brücke zucken, um nicht von der Besatzung aufgehalten zu werden. Es begibt sich in den Transporterraum und setzt seinen Plan um. Die Besatzung leitet umgehend eine Suche nach Picard ein, doch der Captain bleibt verschwunden. Riker will schließlich wieder Kurs auf Parliament setzen lassen, doch Troi, die als Halb-Betazoidin Gefühle wahrnehmen kann, spürt die Anwesenheit Picards. Bei der Umwandlung ist etwas schiefgelaufen und er benötigt Hilfe. Als die Enterprise in die Wolke hineinfliegt, erscheint plötzlich auf verschiedenen Computerkonsolen der Buchstabe „P“. Offenbar hat Picard einen Weg in die Schiffssysteme gefunden. Data versucht, seine Energiesignatur mit dem noch im Transporterpuffer gespeicherten Muster zu kombinieren. Der Plan gelingt und Picard erscheint wohlbehalten auf der Transporterplattform. Nun kann die Enterprise ihre Reise nach Parliament fortsetzen.

## Verbindungen zu anderen Star-Trek-Produktionen
Einige Elemente aus dieser Folge wurden in späteren Star-Trek-Produktionen wieder aufgegriffen:
- In Die geheimnisvolle Kraft wird Datas Interesse an dem fiktiven Detektiv Sherlock Holmes geweckt. Darauf wurde in mehreren weiteren Folgen der Serie Bezug genommen, insbesondere in den Folgen 2.03 (Sherlock Data Holmes) und 6.12 (Das Schiff in der Flasche). Weitere Verweise gibt es in mehreren Folgen der Serie Star Trek: Picard.
- Die beiden Spezies der Anticaner und der Selay haben hier ihren einzigen größeren Auftritt in einer Star-Trek-Serie. Sie sind aber in weiteren Folgen in Statistenrollen zu sehen (die Selay ausschließlich in Raumschiff Enterprise – Das nächste Jahrhundert, die Anticaner außerdem in Star Trek: Deep Space Nine). Ein den Anticanern sehr ähnliches Volk tritt in der animierten Serie Star Trek: Lower Decks auf. Showrunner Mike McMahan stellte aber klar, dass es sich hier um eine andere Spezies handelt.

## Produktion

### Drehbuch
Der Handlungsstrang um die beiden Delegationen, die zu einer Konferenz gebracht werden sollen, wurde von D. C. Fontana ergänzt. Sie wollte hier eine ähnliche Geschichte erzählen wie in der Folge Reise nach Babel der Vorgängerserie Raumschiff Enterprise, für die sie ebenfalls das Drehbuch geschrieben hatte. Der Unterschied sollte hier sein, dass der Fokus nicht auf dem Diplomatentransport liegt, sondern die Folge eine Umkehrung der Vorlage darstellte. In Michael Halperins ursprünglichem Entwurf sollten stattdessen die Dilithiumkristalle der Enterprise unbrauchbar werden. Erstmalig wurden somit zwei unterschiedliche Handlungsstränge mit sich berührenden Handlungsfäden in die Serie integriert, was als A-Story und B-Story bezeichnet wird. Diese Methode beherrschte in den 1980er Jahren verschiedene US-Serien wie Polizeirevier Hill Street oder L.A. Law.

### Regie
Cliff Bole war hier erstmals als Regisseur für eine Star-Trek-Produktion tätig. Im Laufe seiner Karriere inszenierte er insgesamt 25 Folgen von Raumschiff Enterprise – Das nächste Jahrhundert (mehr als jeder andere Regisseur) sowie 18 Folgen in anderen Star-Trek-Serien.

### Darsteller
John Durbin, Darsteller des Selay Ssestar, spielte noch jeweils eine weitere Rolle in den Serien Raumschiff Enterprise – Das nächste Jahrhundert, Star Trek: Deep Space Nine und Star Trek: Raumschiff Voyager.
Kavi Raz, Darsteller von Lieutenant Singh, stand für einen Nachdreh nicht mehr zur Verfügung. Dieses Problem wurde dadurch gelöst, dass Singh hier nur von hinten in einem Stuhl sitzend gezeigt wurde und die anderen Schauspieler tatsächlich mit einer Perücke interagierten.
Marc Alaimo hat hier als Darsteller des Anticaners Badar N'D'D seinen ersten Auftritt in einer Star-Trek-Produktion. Da er unsicher war, wie die Rolle beim Publikum ankommen würde, bat er darum, nicht in den Credits der Folge genannt zu werden. Alaimo spielte später noch drei weitere Rollen in Raumschiff Enterprise – Das nächste Jahrhundert, darunter in Folge 4.12 (Der Rachefeldzug) Gul Macet, den ersten in Star Trek auftretenden Cardassianer. In der Nachfolgeserie Star Trek: Deep Space Nine spielte er in allen sieben Staffeln die wichtige Nebenrolle des Gul Dukat.

### Kulissen
Der Sensorraum ist hier das einzige Mal in der Serie zu sehen. Es handelt sich um das umgebaute Set des Maschinenraums der Enterprise.

### Kostüme und Requisiten
In Die geheimnisvolle Kraft sind erstmals die Galauniformen zu sehen, die im weiteren Verlauf von Raumschiff Enterprise – Das nächste Jahrhundert sowie in Star Trek: Deep Space Nine und Star Trek: Raumschiff Voyager mehrfach verwendet wurden.
In dieser Folge ist erstmals ein PADD (eine Art Tabletcomputer) zu sehen.

## Adaptionen
Das Hörspiel-Label Karussell veröffentlichte 1990 eine MC mit der leicht gekürzten deutschen Tonspur von Die geheimnisvolle Kraft, die an einigen Stellen mit eingesprochenen Erklärungen ergänzt wurde.

## Rezeption
Keith DeCandido bewertete Die geheimnisvolle Kraft 2011 auf tor.com als eher uninteressante Folge von Raumschiff Enterprise – Das nächste Jahrhundert. Die Haupthandlung um das gefangene Energiewesen empfand er als schwach umgesetzt, obwohl die Grundidee durchaus interessant war. Die Nebenhandlung um die beiden Delegationen beschrieb er als albern und als weitgehend nutzlos für die Gesamtgeschichte.